# Comité pour le redressement du PSC
Le Comité pour le redressement du PSC est un ancien groupe de pression conservateur belge créé en 1949 par Paul Vanden Boeynants et Jo Gérard.
Ses positions seront reprises plus tard par le Rassemblement social chrétien de la liberté.